# 259 km (Ukraina)
259 km (ukr. 259 км, ros. 259 км) – przystanek kolejowy w pobliżu miejscowości Lisowe (hist. Świniki), w rejonie sarneńskim, w obwodzie rówieńskim, na Ukrainie. Położony jest na linii Kijów – Korosteń – Sarny – Kowel.